# Nicolas Tellop
Nicolas Tellop, né le 21 juillet 1980 à Seclin, est un écrivain, essayiste et critique français.

## Biographie
Nicolas Tellop naît à Seclin le 21 juillet 1980. Après des études de lettres modernes à l'université de Lille, il concentre son travail de critique sur le cinéma, la bande dessinée et la littérature. Il contribue activement aux publications Kaboom, Chronic'art, Le Magazine littéraire, Neuvième Art 2.0, Diacritik ou Carbone, avant de se consacrer à La Septième Obsession et Les Cahiers de la BD, revues dont il est le rédacteur en chef adjoint et pour lesquelles il dirige des hors-séries thématiques. 
À compter de 2019, Nicolas Tellop codirige avec Tristan Garcia la collection du « Club de la bande dessinée » chez Aedon. Pour cette collection, il rédige la plupart des préfaces des ouvrages publiés, consacrés aux Watchmen, à Robin et Batman ou encore Little Nemo.
Tellop participe en tant que rédacteur en chef à la relance de la revue Métal hurlant en septembre 2021,. 
En 2022, il devient directeur adjoint de la revue de mode Silhouette. Il fonde avec Yann Serizel les éditions Musidora, orientées vers l’imaginaire au sens large.
Au printemps 2024 sort son premier numéro des Cahiers de la BD dont il est rédacteur en chef en plus des hors-série de la revue consacrés à Batman ou Gaston.
Il est l’auteur de plusieurs ouvrages sur ses thèmes de prédilection, liés aux littératures et cultures populaires : Franquin, Snoopy, les courses-poursuites au cinéma, Pierre Salvadori, Corto Maltese, Astro Boy,, Richard Fleischer,, Edgar P. Jacobs ou Kurt Vonnegut.

## Œuvres

### Essais
- L’Anti-Atome – Franquin à l’épreuve de la vie, PLG, 2017 (préface de Tristan Garcia)[17].
- Snoopy Theory, Le Murmure, 2018.
- Les Courses-poursuites au cinéma, Aedon, 2018.
- Pierre Salvadori, le prix de la comédie (avec Quentin Mevel et Dominique Toulat), Playlist Society, 2018.
- Un songe de Corto Maltese – à propos de Fable de Venise, Aedon, 2019 (préface de Tristan Garcia).
- Astro Boy, Cœur de fer, Les Impressions nouvelles, 2020.
- Richard Fleischer, une œuvre, Marest, 2021 (préface de Luc Chomarat)[18].
- Jacobs, Blake et Mortimer – Les pièges diaboliques, avec Xavier Mauméjean, Aedon, 2022.
- L'Evangile de l'espace - pourquoi je lis "Abattoir 5" de Kurt Vonnegut, Jr., Le Feu Sacré, 2023 (postface d'Aurélien Lemant)[19].

### Beaux livres
- Mirages, tout l'art de Laurent Durieux, Huginn & Muninn, 2019  (ISBN 9782364807143).
- Laurent Durieux, L'art de l'affiche, un entretien mené par Nicolas Tellop, Les Arts dessinés, 2021.

### Documentation
- Thierry Groensteen (dir.), Le Bouquin de la bande dessinée - Dictionnaire esthétique et thématique (Coll. Bouquins, Robert Laffont / La Cité Internationale de la Bande Dessinée et de l'Image, Paris / Angoulême 2020), p. XXIX.  (ISBN 978-2-221-24706-8)